# Deutscher Dachverband für Psychotherapie
Der Deutsche Dachverband für Psychotherapie e.V. (DVP) wurde am 2. November 2013 in Berlin neu gegründet und ist ein als gemeinnützig eingetragener Verein.
Der Vereinszweck ist die Förderung und Sicherung der Qualität der psychotherapeutischen Versorgung der Bevölkerung in Prävention, Behandlung und Nachsorge und die Wertschätzung, Anerkennung und Förderung der Vielfalt unterschiedlichster psychotherapeutischer Verfahren im Sinne der Straßburger Deklaration zur Psychotherapie von 1990. Der DVP ist Mitglied im Europäischen Verband für Psychotherapie (EAP) und Nationale Anerkennungsorganisation (NAO) für die Vergabe des Europäischen Zertifikats für Psychotherapie (ECP).
Der DVP vertritt als Dachverband elf Verbände (mit 1800 psychotherapeutisch Tätigen):
- Blaues Kreuz Diakonieverein[6]
- Deutsche Gesellschaft für Psychoorganische Analyse (DGPOA)[7]
- Berufsverband Akademischer PsychotherapeutInnen (BAPt)[8]
- Deutsche Akademie für Psychoanalyse (DAP)
- Deutsche Gesellschaft für Positive und Transkulturelle Psychotherapie (DGPP)[9]
- Deutsche Gesellschaft für Transaktionsanalyse[10]
- Deutsche Psychosynthese Gesellschaft (DPG)[11]
- Deutscher Arbeitskreis für Konzentrative Bewegungstherapie (KBT)[12]
- Deutsche Gesellschaft für Körperpsychotherapie (DGK)[13]
- Deutscher Verband für Neuro-Linguistisches Programmieren (DVNLP)
- Deutsche Gesellschaft für Logotherapie und Existenzanalyse (DGLE)[14]

Der Verband hat außerdem ein Fortbildungsinstitut als Mitglied sowie 50 Einzelmitglieder. Der DVP als Nationale Anerkennungsorganisation (NAO) setzt sich dafür ein, dass die Weiterbildung für rund 2000 Therapeuten mit dem ECP-Zertifikat eingehalten wird.
Nach eigenen Angaben vertritt er damit insgesamt rund 2500 psychotherapeutisch Tätige.